# Embraer 195
Dimensions
L'Embraer 195 est un avion civil produit par l'entreprise brésilienne Embraer. Cette version allongée de l'Embraer 190 est certifiée depuis mi-2006 et peut transporter de 108 à 122 passagers.
En juillet 2019, 160 exemplaires sont en service et 1 en commande.
Le Embraer 195-E2, une version allongée, est en service depuis 2019 et le remplace depuis.

## Compagnies
La compagnie aérienne à bas prix Flybe a commandé quatorze exemplaires de cet avion, et posé douze options.
Royal Jordanian a sept appareils en commande.
Le groupe espagnol Globalia a commandé 6 Embraer 195 pour la compagnie régionale Universal Airlines, puis doublé cette commande, mais un appareil a été cédé avant livraison à Arkia.
Début décembre 2008, un Embraer 195 portant les couleurs d'Universal Airlines mais une immatriculation israélienne et le logo d'Arkia a volé au Brésil, Embraer confirmant alors que l'appareil était bien destiné au réseau européen de la compagine israélienne.
30 Embraer 190/195 ont été commandés par le groupe Lufthansa des lignes régionales telles que Francfort — Paris sont assurées par cet aéronef. La configuration de Lufthansa est à 120 sièges, avec une vitesse de pointe de 835 km/h, une hauteur de vol maximum de 12 500 m et une distance maximum de 2 140 km.
Le premier appareil, un Embraer 195 aménagé avec 116 sièges, a été livré le 27 janvier 2009 à Air Dolomiti. La compagnie italienne doit recevoir cinq appareils identiques en 2009 pour assurer les liaisons entre Milan, Turin et Vérone d'une part, Munich et Francfort d'autre part.
La compagnie polonaise LOT a acquis son premier Embraer 195 le 11 avril 2011. En juillet 2019, elle exploite 12 appareils.

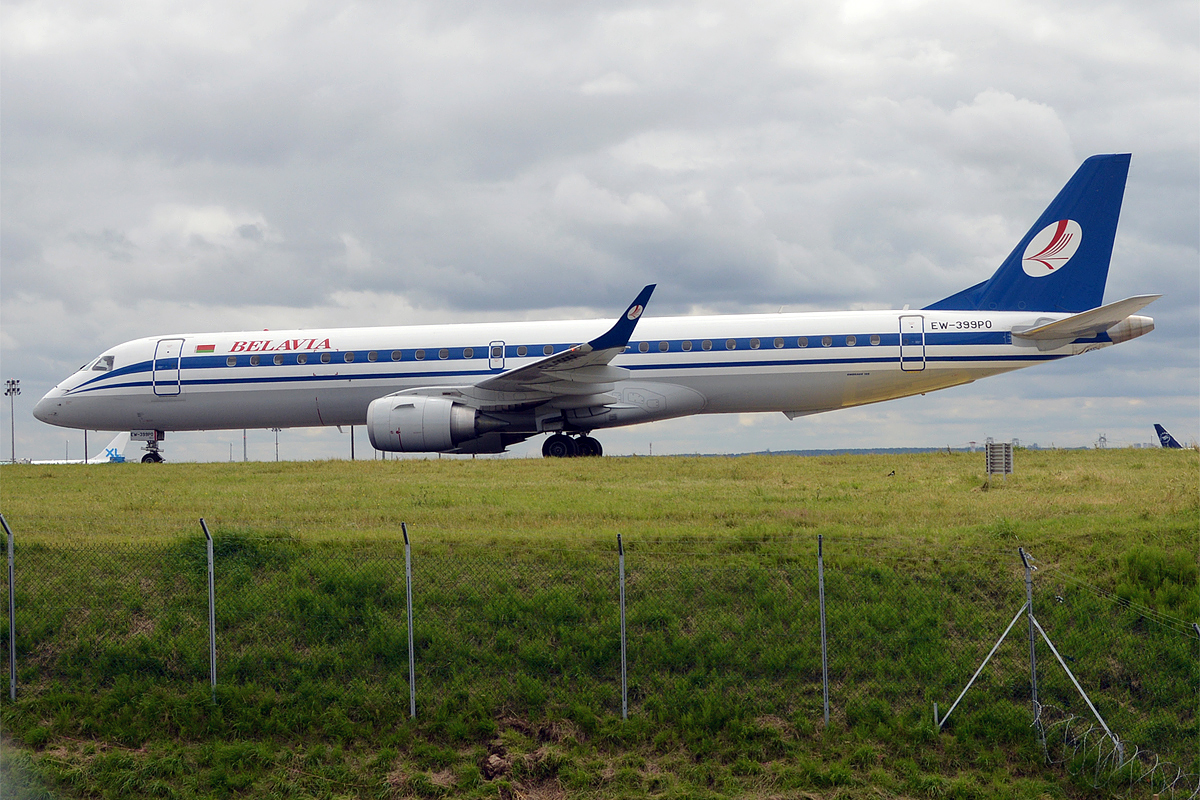
Embraer 195 de Belavia

La compagnie Biélorusse Belavia ont commandé sept Embraer 195 dont deux ont été livrés et trois prévus pour avril, mai ou juin. Les autres appareils seront livrés d'ici la fin de l'année 2019. 
Azul, basée au Brésil, est la compagnie qui exploite le plus d'Embraer 195. 51 sont en service dans sa flotte. 